# 오타나
오타나(Ottana, 사르데냐어: Otzàna)는 이탈리아 사르데냐 주 누오로도에 있는 코무네 (지방 자치 단체)이자 이전의 주교좌 및 라틴 명목 교구로, 칼리아리 북쪽으로 약 110 킬로미터 (68 mi), 누오로 남서쪽으로 약 25 킬로미터 (16 mi) 떨어져 있다.
이 마을은 보에스, 메르둘레스, 필론차나 등이 착용하는 독특한 가면을 포함한 전통적인 카니발 의상으로 유명하다.
오타나는 다음 코무네들과 경계를 이룬다: 볼로타나, 노라구구메, 올차이, 오라니, 사룰레, 세딜로.
이곳에는 로마네스크 양식의 산 니콜라 교회가 있다.

## 교회사
1110년에 오타나(이탈리아어) 또는 라틴어 오타나 주교좌가 설립되었다.
1503년 12월 8일 폐지되었고, 그 영토는 알게로 교구를 설립하기 위해 재배정되었다.

### 거주 성직자
(모두 로마 전례)
오타나 주교
- 조반니 (1116? – ?)
- 우고 (1139? – ?)
- 자카리아 (1170? – ?)
- 우고 (1176? – ?)
- 그레고리오 (1205? – ?)
- 고나리오 (1231.06.16 – ?)
- 코스탄티노 (1237? – ?)
- 실베스트로 (1340? – ?)
- 프란체스코 (1344.06.13 – ?)
- 피에트로 (1349.01.14 – ?)
- 아르날도 시몬 (1355.02.13 – ?), 이전 부트린토 주교 (? – 1355.02.13)
- 비정규 조반니 라보라토레, 작은형제회 (O.F.M.) (1386.04.16 – 교황의 위임 없이)
- 도메니코 (1386.05.26 – ?)
- 조반니 (1388.06.26 – ?)
- 니콜라 (1389.09.03 – 1400.06.14), 이후 소레스 주교 (1400.06.14 – ?)
- 비정규 제라르도 디 비사르키오 (제라르 드 지조르), 가르멜회 (O. Carm.) (1390.11.21 – 1402.08.28), 이후 클라메시의 베들레헴 주교 (프랑스 부르고뉴) (1402.08.28 – 사망 1403), 두 교구 모두 교황의 위임 없음
- 비아조 (1400.06.14 – ?)
- 시몬 만차, 발롬브로사 베네딕토회 (O.S.B. Vall.) (1429.02.11 – 사망 1454)
- 조반니 데 살리니스, O.F.M. (1454.05.31 – 1471.06.17), 이후 보사 주교 (이탈리아) (1471.06.17 – 사망 1484)
- 안토니오 디 알칼라 (1472.08.25 – 사망 1472)
- 제롤라모 디 셋지, O.F.M. (1474.09.08 – 사망 1475)
- 루도비코 카마니, O.F.M. (1481.02.07 – 사망 1483)
- 도메니코 디 밀리아 (1483.09.11 – ?)
- 조반니 페레스 (1501.07.23 – 사망 1503)

### 명목 교구
2004년 10월에 오타나(큐리아 이탈리아어) 또는 라틴어 오타나로 명목적으로 가장 낮은(주교) 등급의 라틴 명목 교구로 복원되었다.
다음과 같은 재임자가 있었다:
- 명목 주교 로렌초 기초니 (2006.02.17 – 2012.11.17) 레조 에밀리아-과스탈라 (이탈리아) 보좌 주교 (2006.02.17 – 2012.11.17)로, 이후 라벤나-체르비아 (이탈리아) 대교구장 (2012.11.17 – ...)
- 명목 주교 피오트르 사우치크 (2013.01.19 – ...), 시들체 (폴란드) 보좌 주교